# Jardin
För andra betydelser, se Jardin (olika betydelser).
Jardin är en kommun i departementet Isère i regionen Auvergne-Rhône-Alpes i sydöstra Frankrike. Kommunen ligger i kantonen Vienne-Sud som tillhör arrondissementet Vienne. År 2022 hade Jardin 2 156 invånare.

## Befolkningsutveckling
Antalet invånare i kommunen Jardin
Referens:INSEE